# Prinzenviertel

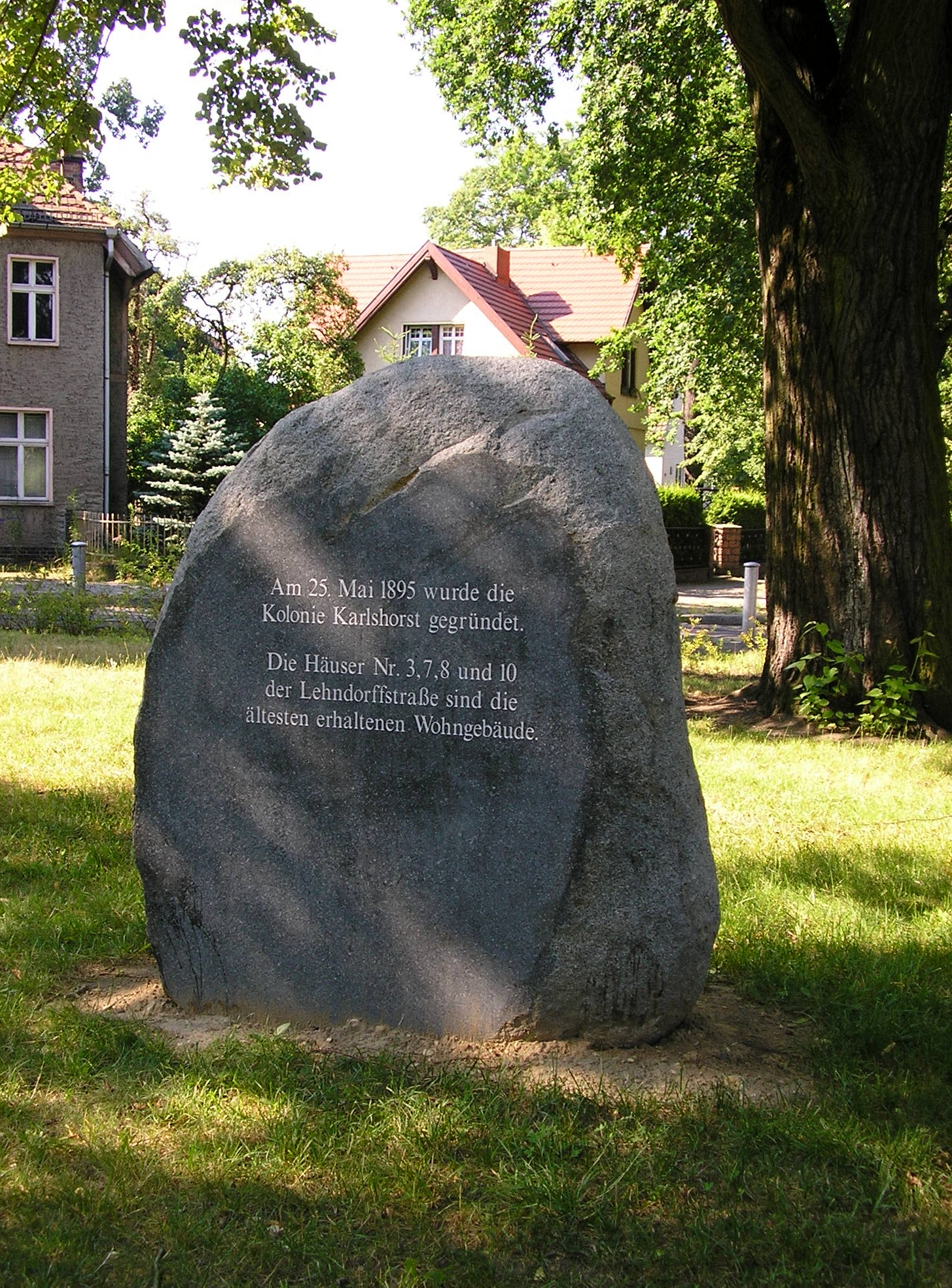
Gedenkstein zur Gründung der Kolonie Karlshorst

Das Prinzenviertel ist ein Wohnviertel im Südwesten des Berliner Ortsteils Karlshorst beiderseits der Ehrlichstraße. Seinen Namen erhielt es aufgrund der Vergabe von Straßennamen nach sechs Söhnen des deutschen Kaisers Wilhelm II.

## Geschichte
Im Jahr 1893 wurde unter der Leitung des Rechtsanwalts Otto von Hentig, des Grafen August von Dönhoff-Friedrichstein und des Papierfabrikanten und Kommerzienrates Max Krause die Bauvereinigung Eigenhaus gegründet. Sie wurde gebildet, um Bauland zu erwerben und Wohnbebauung zu günstigen Konditionen für Minderbemittelte zu ermöglichen. Sie erwarb ein 60 Hektar großes Gelände, das die südlichen Teile der Treskowschen Gemarkung Friedrichsfelde zu beiden Seiten der Niederschlesisch-Märkischen Eisenbahn umfasste.

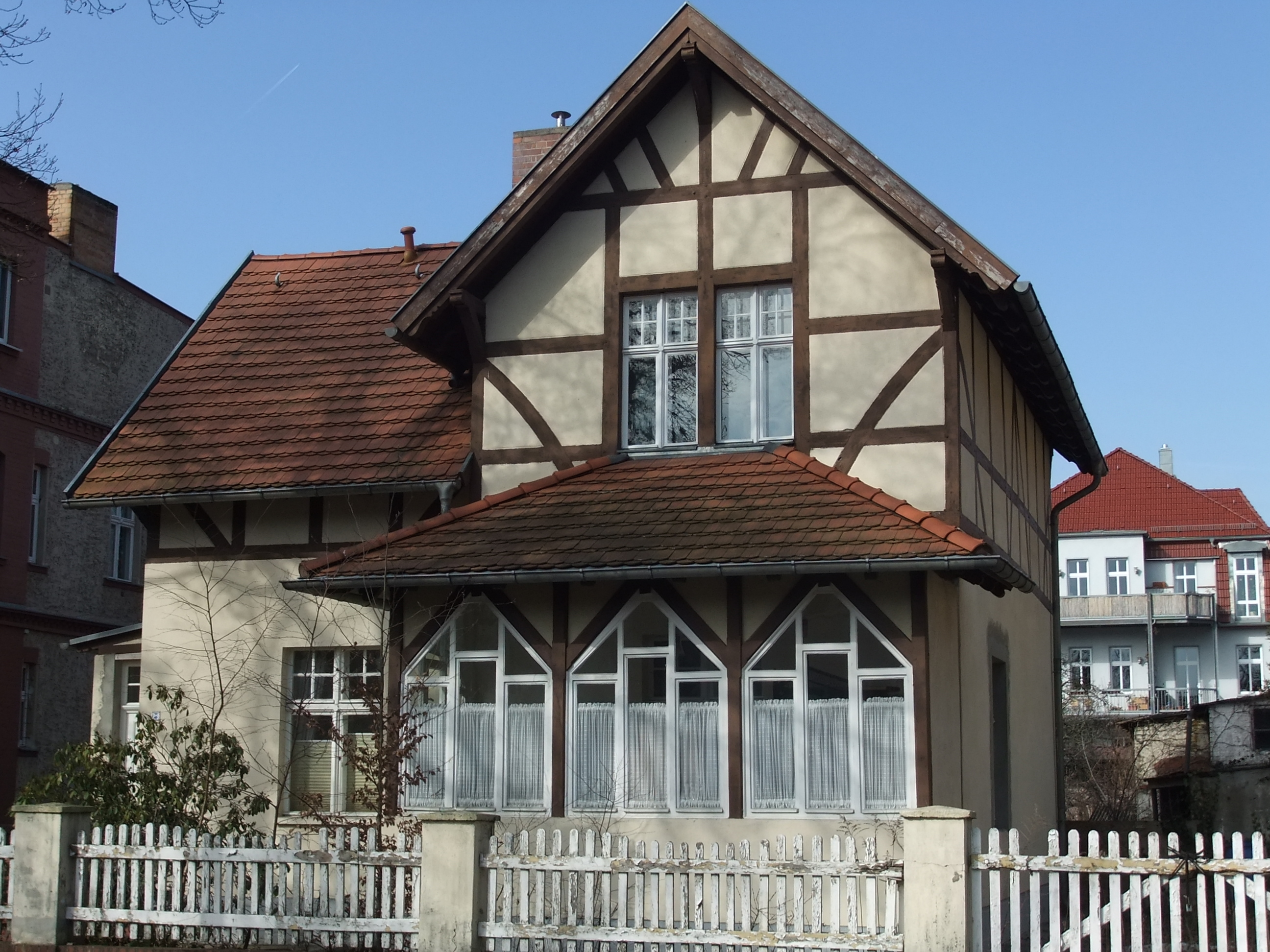
Haus Lehndorffstraße 10 (Baujahr 1895)

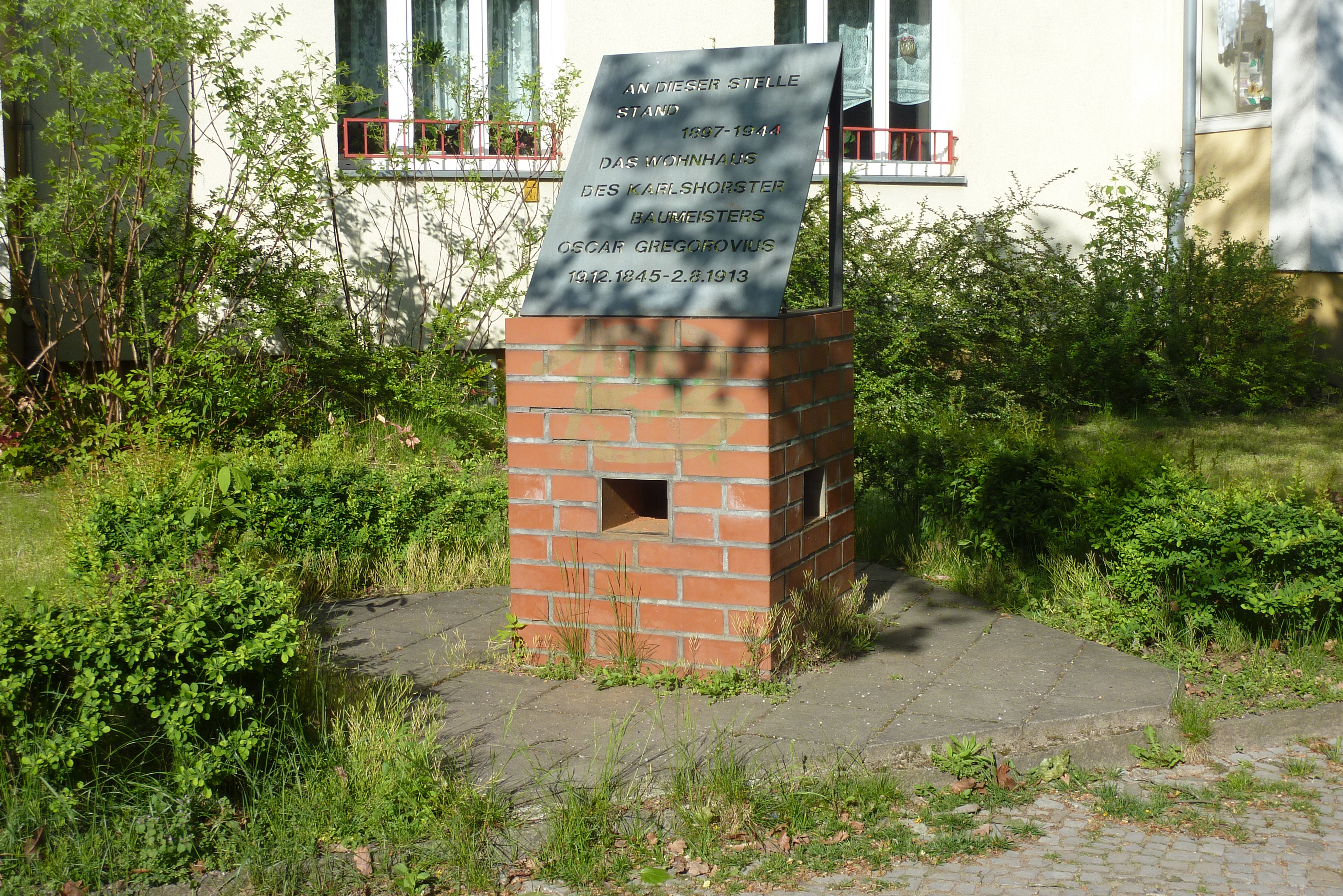
Gedenktafel für Oscar Gregorovius, Ehrlichstraße 12

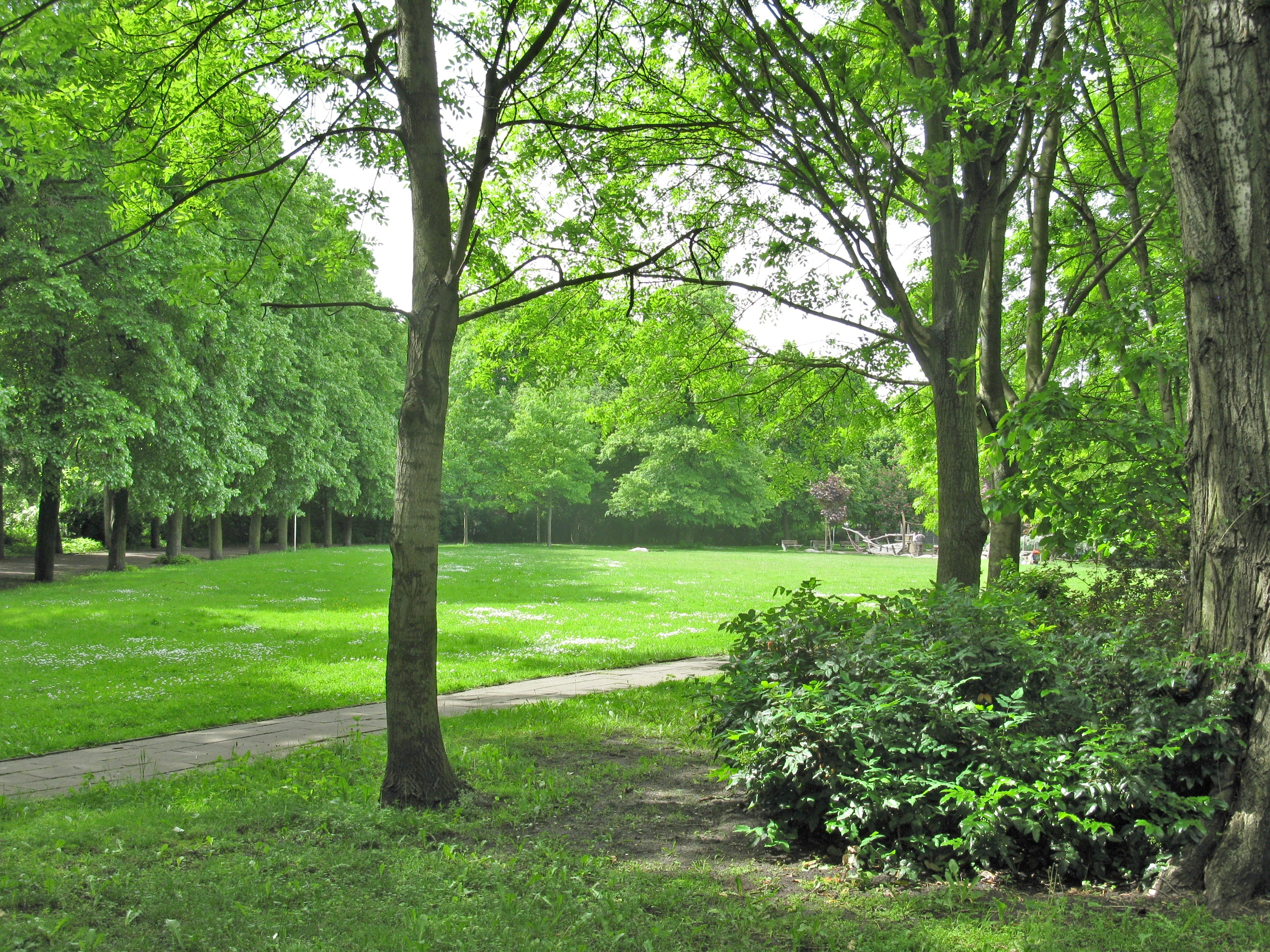
Seepark

Gemeinsam mit der Bauvereinigung Eigenhaus wurde die Heimstätten-Actien-Gesellschaft gegründet, die das Terrain im Grundbuch auf den Baumeister und Friedrichsfelder Gemeindevertreter Oscar Gregorovius eintrug und ihm die Geschäftsvollmachten für die Verhandlungen mit den Behörden und die Bebauungsplanung übertrug.
Gregorovius übernahm die Erschließung und Bebauung der neuen Siedlung Carlshorst westlich der Kaiser-Wilhelm-Straße (heute: Lehndorffstraße) bis zur Grenze von Rummelsburg. Er entwarf eine Kolonie in einem einfachen rechtwinkligen Siedlungsgrundriss mit annähernd gleich großen Parzellen. Er sicherte durch Verträge die Gasversorgung durch das Gaswerk Oberspree und die Trinkwasserversorgung durch das Wasserwerk am Triftweg.
Am 28. Mai 1894 wurde der Grundstein für die ersten Carlshorster Häuser in der Kaiser-Wilhelm-Straße 1–3 (heute: Lehndorffstraße 2, 4 und 6) gelegt. Sie gingen aus einer Stiftung der kaiserlichen Familie hervor und wurden an bedürftige Familien, vor allem Eisenbahnbedienstete aus Friedrichsfelde, vergeben. 1943 wurden die Gebäude durch einen alliierten Luftangriff zerstört.
Der Landrat des Kreises Niederbarnim Wilhelm von Waldow unterzeichnete am 25. Mai 1895 den Colonie-Consens der künftigen Villen- und Landhaussiedlung. Der Tag der Unterzeichnung gilt als Gründungstag der Kolonie Carlshorst (ab 1901: Karlshorst). Auf dem Rondell an der heutigen Wandlitz- Ecke Lehndorffstraße wurde 1913 ein Gedenkstein errichtet, der bei Kriegsende 1945 verschwunden war. Am 25. Mai 2005 wurde anlässlich des 110-jährigen Jubiläums von Karlshorst ein neuer Gedenkstein aufgestellt.
An der Einmündung der Kaiser-Wilhelm-Straße (heute: Lehndorffstraße) in die Prinz-Heinrich-Straße (heute: Wandlitzstraße) wurde 1895 der Kaiserpavillon, ein eigenes Bahnhofsgebäude für den Kaiser, errichtet. Er wurde ab 1897 für Gottesdienste beider Konfessionen genutzt und deshalb auch als Kapelle bezeichnet. Das Gebäude wurde 1930 abgebrochen.
Zunächst beabsichtigten die Bauvereinigung Eigenhaus sowie die Villen- und Landhausbaugesellschaft Heimstätten AG ausschließlich eine Verbesserung der Wohnsituation von Arbeitern, Angestellten und unteren Beamten durch Errichten kleiner Siedlungshäuser. Im Grundbuch war die ausschließliche Wohnnutzung der Kolonie festgelegt. Die Anlage von Fabriken oder geruchs- und geräuschverursachenden Betrieben war nicht zugelassen. Mit der zunehmenden Nachfrage nach Bauland Ende des 19. Jahrhunderts sowie der Attraktivität des Vorortes Karlshorst mit der günstigen Lage an der Galopprennbahn für Hindernis- oder Jagdrennen spekulierte man bald auf finanzkräftigere Bewohnerschichten. So war ab der Wende zum 20. Jahrhundert mit der Errichtung repräsentativer Villen und Geschosswohnungsbauten ein Gesinnungswechsel in der Bebauung zu verzeichnen. Aber auch bei diesen Gebäuden wurden bestehende Gestaltungselemente wie eine niedriggeschossige offene Bauweise ohne Hinterhäuser und Seitenflügel aufgenommen.
Am 7. Oktober 1910 wurde auf dem Grundstück Auguste-Viktoria-Straße 35 (heute: Ehrlichstraße 63) die Friedrichsfelder Volksschule (IV. Volksschule) als siebenklassige Schule eröffnet. Ab 1921 hieß sie 30. Gemeindeschule, ab 1927 30. Volksschule, ab 1945 30. Grundschule, ab 1960 30. Oberschule, ab 1981 30. POS  M. W. Lomonossow (nach dem russischen Wissenschaftler und Dichter Michail Lomonossow) und 1991–2002 23. Grundschule Am Seepark. Im Februar 2003 zog die staatlich anerkannte Kreativitätsgrundschule Karlshorst in das Gebäude ein.
Im Jahr 1913 wurde zwischen Trautenauer Straße und der heutigen Liepnitzstraße der Seepark angelegt und dabei die zwischen der Wuhlheide und dem Kraftwerk Klingenberg fließende Rohrlake einbezogen. Nach 1945 wurden Trümmer auf dem Gelände abgeladen und die Anlage zu einer großen Rasenfläche eingeebnet. 1955 wurde der Seepark im Rahmen des Nationalen Aufbauwerks (NAW) als Grünanlage neu gestaltet.
1951 wurde das Prinzenviertel durch die neu eröffnete Linie 82 (heute: Linie 21) im Verlauf der Ehrlichstraße an das Straßenbahnnetz angeschlossen.
Am 11. Oktober 2024 wurde am Blockdammweg 60 die Seepark-Grundschule eröffnet.

## Beschreibung
Das Prinzenviertel wird geprägt von vorwiegend gepflasterten und von Bäumen gesäumten Straßen und Wegen, vielfältig gestalteten Gebäuden und Gärten mit wiederkehrenden Gestaltungsmerkmalen. Sie dokumentieren anschaulich den Erhalt des nunmehr über 100 Jahre alten Gebietes im Villen- und Landhausstil.
Von den heute noch vorhandenen Gebäuden wurden über 63 Prozent zwischen 1894 und 1908, dem ersten großen Bauabschnitt der Siedlung, errichtet. Einige der Landhäuser und Villen stehen aufgrund ihrer Bedeutung und ihres ursprünglichen Zustandes unter Denkmalschutz.
In der Wildensteiner Straße 10 befindet sich die Hl.-Sergius-von-Radonezh-Kirche mit dem Sitz der Berliner Diözese der Russischen Orthodoxen Kirche des Moskauer Patriarchats.
Am Rande des Prinzenviertels entstanden ab 2019 zwei neue Wohnkomplexe: die Kaisergärten an der Wandlitzstraße und die Parkstadt Karlshorst am Blockdammweg/Trautenauer Straße.

## Zuerst bebaute Straßen und ihre Namen
| Straßenname                    | Namensgeber                 | Verwandtschaftsverhältnis | Umbenennung             |
| Kaiser-Wilhelm-Straße          | Wilhelm II.                 |                           | ab 1934 Lehndorffstraße |
| Auguste-Viktoria-Straße        | Auguste Viktoria            | Ehefrau Wilhelms II.      | ab 1951 Ehrlichstraße   |
| Prinz-Heinrich-Straße          | Heinrich von Preußen        | Bruder Wilhelms II.       | ab 1951 Wandlitzstraße  |
| Prinz-Friedrich-Wilhelm-Straße | Wilhelm von Preußen         | 1. Sohn Wilhelms II.      | ab 1951 Traberweg       |
| Prinz-Eitel-Friedrich-Straße   | Eitel Friedrich von Preußen | 2. Sohn Wilhelms II.      | ab 1951 Üderseestraße   |
| Prinz-Adalbert-Straße          | Adalbert von Preußen        | 3. Sohn Wilhelms II.      | ab 1951 Liepnitzstraße  |
| Prinz-August-Wilhelm-Straße    | August Wilhelm von Preußen  | 4. Sohn Wilhelms II.      | ab 1951 Stechlinstraße  |
| Prinz-Oskar-Straße             | Oskar von Preußen           | 5. Sohn Wilhelms II.      | ab 1951 Müritzstraße    |
| Prinz-Joachim-Straße           | Joachim von Preußen         | 6. Sohn Wilhelms II.      | ab 1951 Grimnitzstraße  |

## Persönlichkeiten
- Oscar Gregorovius (1845–1913), Baumeister, lebte in der Auguste-Victoria-Straße 3 (heute Ehrlichstraße) / Wildensteiner Straße 13 (Gedenktafel)
- Georg Knorr (1859–1911), Ingenieur und Unternehmer, lebte in der Stechlinstraße 2
- Georg Stern (1867–1934), Ingenieur, lebte in der Ehrlichstraße 31
- August Stramm (1874–1915), Dichter und Dramatiker des Expressionismus, lebte in der Lehndorffstraße 16
- Max Wertheimer (1880–1943), Psychologe, lebte in der Ehrlichstraße 31
- Ernst Torgler (1893–1963), Politiker (KPD), Mitangeklagter im Reichstagsbrandprozess, lebte in der Liepnitzstraße 46 (Gedenktafel)
- Johanna Hofer (1896–1988), Schauspielerin, lebte in der Ehrlichstraße 31
- Erich Ollenhauer (1901–1963), Politiker, Vorsitzender der SPD, lebte in der Trautenauer Straße 6 (Gedenktafel)
- Paul Noack-Ihlenfeld (1902–1962), Komponist, lebte in der Wildensteiner Straße 4[5]
- Carl Eckloff (1906–1979), Handelsrat, lebte in der Lehndorffstraße 49[6]
- Maria Matray (1907–1993), Schauspielerin und Autorin, lebte in der Ehrlichstraße 31
- Sergei Schilkin (1915–2007), Unternehmer, lebte in der Güntherstraße 9
- Joachim Lipschitz (1918–1961), Politiker (SPD), West-Berliner Senator für Inneres, lebte in der Stühlinger Straße 15 (Gedenktafel)
- Peter Borgelt (1927–1994), Schauspieler, lebte in der Lehndorffstraße 91
- Gerhard Wolf (1928–2023), Schriftsteller und Christa Wolf (1929–2011), Schriftstellerin, lebten in der Stechlinstraße 4[7][8]